# Station Hackbridge
Hackbridge is een spoorwegstation van National Rail in Sutton in Engeland. Het station is eigendom van Network Rail en wordt beheerd door Southern. 